# ليلاند فرنسيس نورتن
ليلاند فرنسيس نورتن (بالإنجليزية: Leland Francis Norton)‏ هو ضابط أمريكي، ولد في 12 مارس 1921، وتوفي في 27 مايو 1944.